# Peschetius
Peschetius is een geslacht van kevers uit de familie  waterroofkevers (Dytiscidae).
Het geslacht is voor het eerst wetenschappelijk beschreven in 1942 door Guignot.

## Soorten
Het geslacht omvat de volgende soorten:
- Peschetius aethiopicus Omer-Cooper, 1964
- Peschetius carinipennis (Régimbart, 1895)
- Peschetius nigeriensis Omer-Cooper, 1970
- Peschetius nodieri (Régimbart, 1895)
- Peschetius parvus Omer-Cooper, 1970
- Peschetius quadricostatus (Aubé, 1838)
- Peschetius sudanensis Omer-Cooper, 1970
- Peschetius toxophorus Guignot, 1942
- Peschetius ultimus Biström & Nilsson, 2003